# 孝文废皇后
孝文废皇后（？—？），冯氏，名不详，是北魏孝文帝元宏的第一任皇后，長樂郡信都縣（今河北省衡水市冀州區）人，文明冯太后的侄女。太师昌黎武王冯熙第三女，庶出，母不详。

## 生平
太和十七年（493年），孝文帝元宏册立冯氏为皇后，礼爱颇隆。元宏每遵典礼，皇后及三夫人、九嫔以下接御皆以次进。太和19年元宏南征时，皇后率领六宫迁都洛阳。同年，皇后的父亲冯熙、哥哥冯诞先後去世，元宏写信给皇后陈述他的悲哀。元宏回到洛阳，对皇后非常礼敬宠爱。

以后，冯皇后的异母姐姐冯氏（曾為元宏嬪妃，但後因病出宮当尼姑）被元宏接到洛阳，封为左昭仪，稍有宠，皇后渐渐宠衰。冯昭仪因为自己是姐姐，入宫也早，不愿对妹妹行妾礼，皇后时有愧恨之色。不久，冯皇后被元宏废为庶人。废皇后于是出家为尼。多年后在瑶光寺圆寂。

## 親族
- 曾伯祖父：馮跋—北燕文成皇帝
- 曾祖父：馮弘—北燕昭成皇帝
- 祖父：馮朗—馮弘次子
- 祖姑母：馮氏—北魏太武帝拓跋燾的左昭儀
- 父親：馮熙—任官太師一職
- 姑姑：馮氏—文成文明皇后
- 同母兄：馮聿，字寶興，任黃門郎、信都伯。後因后廢，免為長樂百姓。
- 姊妹：孝文幽皇后、馮左昭儀

## 家族
- 长乐冯氏世系图

## 延伸阅读
[在维基数据编辑]
 《魏書/卷13》，出自魏收《魏书》
 《北史/卷013》，出自李延壽《北史》